# Aleksandra Kazała
Aleksandra Kazała est une joueuse de volley-ball polonaise née le 12 juillet 1996 à Dębica. Elle mesure 1,80 m et joue au poste de réceptionneuse-attaquante. 

## Clubs
| Club                   | De        | À         |
| ---------------------- | --------- | --------- |
| UKS Olimp Dębica       |           | 2010-2011 |
| MKS VLO Rzeszów        | 2011-2012 | 2011-2012 |
| MKS San-Pajda Jarosław | 2012-2013 | 2012-2013 |
| KS Developres Rzeszów  | 2013-2014 | 2014-2015 |
| American University    | 2015-2016 | 2017-2018 |
| PTPS Piła              | 2019-2020 | 2019-2020 |
| BKS Stal Bielsko-Biała | 2020-2021 | …         |

## Palmarès

### en sélection nationale
- Championnat d'Europe des moins de 18 ans
  - Vainqueur : 2013.

### en club
- Championnat de France (1) :
  - Vainqueur en 2025.

- Supercoupe de France :
  - Finaliste en 2024.